# تاريخ الرياضة في الولايات المتحدة

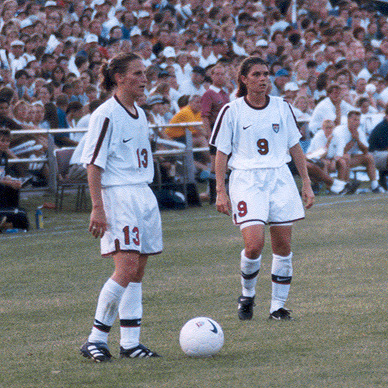

يظهر تاريخ الرياضة في الولايات المتحدة أن معظم الألعاب الرياضية تطورت من الممارسات الأوروبية. ومع ذلك، تُعد كرة السلة والكرة الطائرة والتزلج على اللوح والتزلج على الجليد اختراعات أمريكية، وأصبح بعضها شائعًا في بلدان أخرى. نشأت لعبة لاكروس والركمجة من أنشطة الأمريكيين الأصليين وسكان هاواي الأصليين قبل الاتصال مع الغرب.

## الحقبة الاستعمارية
في مجتمع تشيسابيك (في فرجينيا وميريلاند المستعمرتين)، استحوذت الرياضة على قدر كبير من الاهتمام في كل المستويات الاجتماعية، ابتداء من قمة الهرم الاجتماعي. في إنجلترا، اقتصر الصيد على مُلاك الأراضي فقط. أما في أمريكا، كانت اللعبة أكثر توفرًا. تمكن الجميع -بما في ذلك الخدم والعبيد- من الاصطياد، ولذلك لم يوجد تمييز اجتماعي. نظّم السير فرانسيس نيكولسون -حاكم ولاية فرجينيا- مسابقات في عام 1691 من أجل «تحديد أفضل نوع من أبناء فرجينيا ومن ينتمون للباتشيلورز»، وقدم العديد من الجوائز لمن يصارع أو يشارك في بعض المسابقات الأخرى. كان سباق الخيل هو الحدث الرئيسي، لم يمتلك المزارع العادي حصانًا في المقام الأول، وكان السباق أمرًا خاصًا بالسادة فقط، ولكن المزارعين العاديين كانوا متفرجين ومراهنين على الأحصنة. عرف العبيد المختارون بعد ذلك كيفية تمييز الحصان الماهر. امتلك سباق الخيل أهمية خاصة بسبب جمعه طبقة النبلاء معًا. كان السباق حدثًا عامًا كبيرًا صُمم من أجل إيضاح المكانة الاجتماعية الفائقة لطبقة النبلاء من خلال الترتيبات المكلفة، والتدريب، والتباهي والمراهنة، والفوز بالسباقات بأنفسهم على سبيل المثال. يوضح المؤرخ تيموثي برين أن سباق القمار والمراهنة العالية كانت ضرورية من أجل الحفاظ على وضع طبقة النبلاء. عندما راهنوا علنًا بجزء كبير من ثروتهم على حصانهم المفضل، أخبروا العالم أن القدرة التنافسية والفردية والمادية هي العناصر الأساسية بين قيم النبلاء.

## أوائل القرن التاسع عشر

### مزارع العبيد
في مزارع العبيد الكبيرة، كانت الرياضات الشعبية للذكور هي المصارعة والملاكمة والسباقات والصيد وصيد الأسماك. وكانت أكثر الاستجمامات شعبية بالنسبة للنساء هي الرقص والغناء. يقول ديفيد ويجينز: عادة ما تسامح السادة مع العبيد طالما كانوا مستعدين للعمل عندما يُطلب منهم ذلك. اخترع الأطفال الرقيق ألعابهم الخاصة. أما الفتيات، على سبيل المثال، فضّلن «رقصات الرينغ»، مصحوبًا بالأغاني والألغاز.

### سباق الخيل
ظل سباق الخيل الرياضة الرائدة في العصر الممتد بين 1780-1860، وخاصة في الجنوب. شملت السباقات الأصحاب والمدربين والمشاهدين من جميع الطبقات الاجتماعية وكلا العرقين. ومع ذلك، انزعج الإنجيليون الدينيون بعد بدء المقامرة، واشتكت العناصر الديمقراطية من أنها أرستقراطية للغاية، لأن الأغنياء وحدهم من يمكنهم امتلاك خيول تنافسية غالية الثمن. دمرت الحرب الأهلية الثروة اللازمة من أجل دعم هذه الرياضة في الجنوب. أُحيت سباقات أصيلة في الشمال حوالي عام 1870. كانت أندية النخبة للفروسية تدير أكثر مضامير السباق شهرة. ولكن سرعان ما واجهوا منافسة من مضامير السباق المملوكة من أجل الربح خاصةً في مدن المنتجعات مثل ساراتوغا سبيرنغس في نيويورك. كانت المراهنة قانونية، ولكن الرهانات ازدادت لمبالغ أكبر عن طريق المراهنين غير المرخصين، وغالبًا بدعم من عصابات إجرامية. قادت المعارضة الأخلاقية بقيادة البروتستانت الإنجيليين والمصلحين الاجتماعيين جميع الولايات تقريبًا إلى إغلاق مساراتها بحلول عام 1910. تحول الكثير من انتباه المتفرجين إلى سباق السيارات، إذ كانت التكنولوجيا مركزية بدلاً من المقامرة. واستوت بعض المسارات على حد سواء، سباق السيارات وسباقات الأحصنة. ومن الأمثلة على ذلك حلبة بينسبورو، التي افتتحت من أجل سباق الخيل في عام 1887، وأضيف سباق السيارات لها في عام 1926. وكانت الموطن الأصلي «لهيلبيللي 100» من 1967 إلى 1998. أصبح المسار قديمًا وأغلق في عام 2002. عاد سباق الخيل في العشرينيات من القرن الماضي، إذ شرعت حكومات الولايات المراهنة على المسار الصحيح والتي وفرت تدفقًا جديدًا ومرحبًا لإيرادات الدولة ضمن نشاط تطوعي دون فرض ضرائب إجبارية على جميع المواطنين. بحلول الخمسينيات، حضر المزيد من الناس سباقات الخيل (أكثر من أي رياضة أخرى). منذ أواخر القرن العشرين، ناضل سباق الخيل ضد المنافسة من الرياضات والكازينوهات الأخرى.

## القرن العشرون

### الرجولة (الشجاعة)
لعبت الرياضة المنظمة دورًا رئيسيًا في تحديد نماذج جديدة من الرجولة والشجاعة بحلول منتصف القرن التاسع عشر. احتُرفت الملاكمة، وشددت على الجوانب البدنية والمواجهة لإظهار الرجولة. مثل القتال العاري بلا قفازات «الفن الرجولي» في أمريكا في القرن التاسع عشر. اكتشف المؤرخ ستيفن إليوت تريب رد فعل المشجعين على تاي كوب، نجم البيسبول الأمريكي الأكثر هيمنة في أوائل القرن العشرين. كان «لاعبًا يحب المعجبون كرههم له»، لدرجة أنه أصبح من أشهر رواد الرياضة. استجاب المشجعون الذكور بحماس لكيفية إظهار كوب مستوىً جديدًا من الذكورة الحديثة في اللعب. فعل كوب ذلك من خلال أدائه باعتباره متميزًا في رياضته، وهو رجل ذو أعصاب حديدية، غير متحمس، يقاتل من أجل تقدم فريقه ومهنته من خلال سحق خصومه الأضعف والأقل ذكورية. أبدى كوب مشاعره القاسية وشجع جمهوره على المشاركة في النضال الرجولي الجاري في الاستاد من خلال الصراخ والسخرية من الفريق المنافس.

### سعي الأقليات للحصول على دور في المجتمع
في أوائل القرن العشرين، دُربت نخبة من الرياضيين الذكور والإناث من قبل الرجال. وطورت ألعاب نسائية على مستوى الجامعة لتحل بديلًا عن النموذج الرياضي الرجالي عالي التنافسية في فترة العشرينيات. ابتكروا «أيام لعب» خاصة بالنساء كانت المشاركة والتعاون والتفاعل الاجتماعي خلالها هامة أكثر من التركيز والنصر والهزيمة. كان الشعار هو: «العب معنا، وليس ضدنا». تطلب هذا النمط من الرياضة جهدًا كبيرًا من المديرات من أجل الحصول على مزيد من السيطرة على النشاط الرياضي للمرأة من منظور نسوي.
في الستينيات أو نحو ذلك، في الكليات السوداء تاريخيًا مثل جامعة هوارد في واشنطن وجامعة فيسك في ناشفيل، طور الطلاب والخريجون اهتمامًا قويًا بألعاب القوى خلال العشرينيات والثلاثينيات من القرن العشرين. توسعت الرياضة بسرعة في جامعات الولاية، لكن أُخذ عدد قليل جدًا من النجوم الزنوج من هناك. أشادت الصحف بنجاح السباق الرياضي واعتبرته دليلًا على التقدم ضد العنصرية. استأجرت المدارس المدربين، وتعاقدت مع الرياضيين النجوم، وأنشأت اتحادات خاصة بهم.

### فترة الثلاثينيات من القرن العشرين
بعد الصفقة الجديدة التي تمت من 1933-1939، رُقيت المرافق الرياضية العامة وتوسعت باستخدام مبالغ كبيرة من أموال الإغاثة. كانت (سي-دبليو-إيه) و(دبليو-بّي-إيه) و(سي-سي-سي) عبارة عن مشاريع إغاثة كبيرة على مستوى البلاد كانت تفضل عادة التعاون مع الحكومة المحلية، والتي قدمت في كثير من الأحيان الخطط والمواقع، بالإضافة إلى المواد والمعدات الثقيلة، بينما وفرت الحكومة الفدرالية العمالة. تناسب بناء المرافق الترفيهية الجديدة في الحدائق العامة مع النموذج، وبنيت عشرات الآلاف من المرافق الترفيهية والرياضية في كل من المناطق الريفية والحضرية. كان الهدف الرئيسي من هذه المشروعات هو توفير فرص العمل للعاطلين عن العمل، لكنها لعبت أيضًا مع الطلب الواسع في ذلك الوقت على اللياقة البدنية والحاجة إلى الترفيه ضمن مجتمع صحي. كان روزفلت مؤيدًا قويًا للبعد الترفيهي والرياضي لبرامجه. أنفق مشروع (دبليو-بّي-إيه) 941 مليون دولار على المرافق الترفيهية. بما في ذلك 5900 ملعب رياضي، و 770 حوض سباحة 1700 متنزه و8300 مبنى ترفيهي. أنفق مشروع (دبليو-بّي-إيه) 229 مليون دولار إضافية على العاملين في مجال الرياضة والترفيه.

### الألعاب الأولمبية
أقيمت الألعاب الأولمبية ثماني مرات في الولايات المتحدة. حققت الولايات المتحدة 2522 ميدالية في الألعاب الأولمبية الصيفية، أي أكثر من أي بلد آخر. و281 في الألعاب الأولمبية الشتوية، وهو ثاني أكبر عدد بعد النرويج.